# Legatus legionis
Een legatus legionis was in het Imperium Romanum een ex-pretor of -tribuun die legioenen mocht aanvoeren in naam van de princeps voor een periode van drie of vier jaar, hoewel dit ook langer kon zijn. Hij beheerde ook de provincia waar zijn legioen gestationeerd was, indien enkel zijn legioen in die provincia verbleef. Indien er meerdere legioenen gelegerd waren in een bepaalde provincia, stonden de verscheidene legati legionis onder het bevel van de legatus Augusti pro praetore of legatus pro praetore (cf. provinciegouverneur). Hij was de vervanger van de republikeinse propretor.